# Angelines Fernández
Angelines Fernández, nata María de los Ángeles Fernández Abad (Madrid, 30 luglio 1924 – Città del Messico, 25 marzo 1994), è stata un'attrice spagnola naturalizzata messicana.

## Filmografia parziale

### Cinema
- I misteri della magia nera (Misterios de la magia negra), regia di Miguel M. Delgado (1958)
- Skeleton of Mrs. Morales (El esqueleto de la señora Morales), regia di Rogelio A. González (1960)
- El padrecito, regia di Miguel M. Delgado (1964)
- Un Quijote sin mancha, regia di Miguel M. Delgado (1969)
- El chanfle, regia di Enrique Segoviano (1979)
- El chanfle II, regia di Roberto Gómez Bolaños (1982)
- Charrito, regia di Roberto Gómez Bolaños (1984)

### Televisione
- Cadenas de amor - serie TV, 46 episodi (1959)
- El hombre de oro - serie TV, 48 episodi (1960)
- Un amor en la sombra - serie TV, 50 episodi (1960)
- Claudia - serie TV, 59 episodi (1960)
- La telaraña - serie TV, 55 episodi (1961)
- La herida del tiempo - serie TV, 60 episodi (1962)
- Cecco della botte (El Chavo del Ocho) - serie TV, 43 episodi (1972-1983)
- Chespirito - serie TV, 499 episodi (1980-1991)